# Comté de Wagoner
Le comté de Wagoner est un comté situé dans l'État de l'Oklahoma, aux États-Unis. Le siège du comté est Wagoner. Selon le recensement de 2000, sa population est de 57 491 habitants.

## Comtés adjacents
- Comté de Rogers (nord-ouest)
- Comté de Mayes (nord-est)
- Comté de Cherokee (est)
- Comté de Muskogee (sud)
- Comté de Tulsa (ouest)

## Principales villes
- Coweta
- New Tulsa
- Okay
- Porter
- Redbird
- Tullahassee
- Wagoner